# 特拉维斯·贝斯特
特拉维斯·埃里克·贝斯特（英語：Travis Eric Best，1972年7月12日—），美国NBA联盟职业篮球运动员。他在1995年的NBA选秀中第1轮第23顺位被印第安纳步行者选中。